# Регенеративный радиоприёмник

Схема регенеративного радиоприёмника на радиолампе. В данной схеме ПОС регулируется путем изменения индуктивной связи между контурной катушкой L2 и катушкой связи L3. Существуют и другие варианты

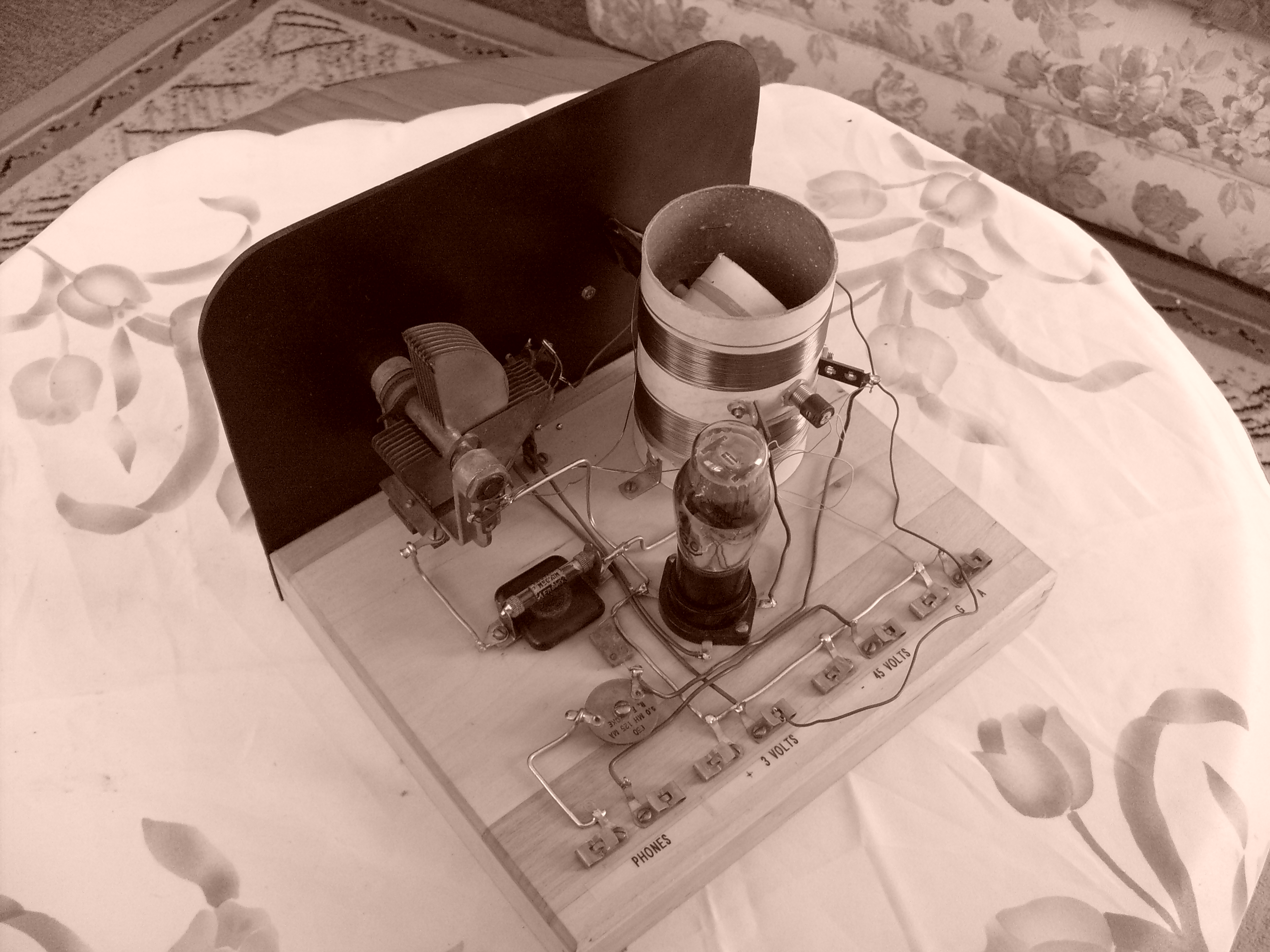
Самодельный одноламповый регенератор. Катушка связи поворачивается внутри контурной (в правом дальнем углу панели), таким образом регулируется ПОС

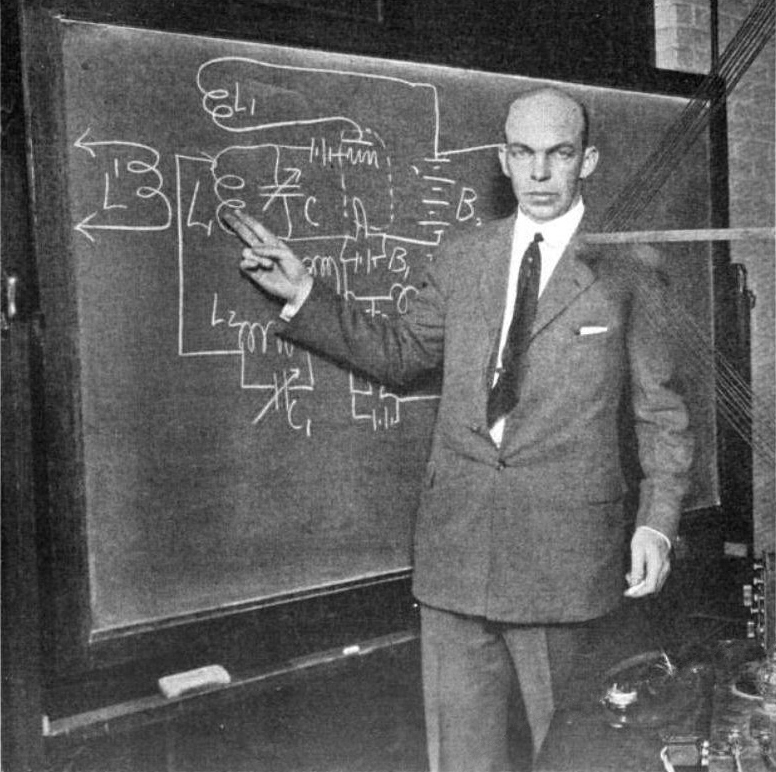
Э. Армстронг в 1922 году

Регенерати́вный радиоприёмник (регенера́тор) — радиоприёмник с положительной обратной связью в одном из каскадов усиления радиочастоты. Обычно это радиоприёмник прямого усиления, но известны и супергетеродинные приёмники с регенеративными связями как в усилителе радиочастоты, так и в усилителе промежуточной частоты).
Отличается от приёмника прямого усиления более высокой чувствительностью (ограничена шумами) и избирательностью (ограничена устойчивостью параметров), но меньшей устойчивостью работы и наличием паразитного излучения.

## История
Регенератор изобретён Эдвином Армстронгом во время учёбы в колледже, запатентован в 1914 году, после этого также запатентован Ли де Форестом в 1916 году. Это привело к судебной тяжбе продолжительностью в 12 лет, завершившейся в Верховном суде США в пользу Ли де Фореста.
Регенератор позволяет получить наибольшую отдачу от одного усилительного элемента. Поэтому в ранние годы развития радиотехники, когда лампы, пассивные детали и источники питания были дороги, он широко применялся в профессиональных, любительских и бытовых приёмниках, успешно конкурируя с изобретённым в 1918 году тем же Армстронгом супергетеродином.
Регенератор легко переводится в режим автогенерации для приёма телеграфии незатухающими колебаниями путём прямого преобразования. Абсолютный рекорд дальности радиосвязи до космической эры был установлен 12 января 1930 года советским радистом Э. Т. Кренкелем с антарктической экспедицией Р. Э. Бёрда именно на подобном приёмнике.
С широким распространением в конце 1930-х годов смесительной лампы-гептода и кварцевых фильтров промежуточной частоты преимущество супергетеродина в стабильности и избирательности стало решающим и концу 1940-х годов регенератор был в основном вытеснен из серьёзных применений, оставшись в радиолюбительских конструкциях для начинающих (например, в радиоконструкторах «Юность»). До этого времени известны случаи, когда даже в супергетеродинах применяли регенеративный детектор с регулируемой положительной обратной связью (например, советская радиостанция А-7 1941 года).

## Достоинства и недостатки
Достоинства:
- высокие чувствительность и избирательность по сравнению с приёмниками прямого усиления и простыми супергетеродинами;
- простота и дешевизна;
- низкое потребление энергии;
- отсутствие побочных каналов приёма и самопоражённых[прояснить] частот.

Недостатки:
- излучение помех при работе в режиме генерации (и, как следствие, отсутствие скрытности);
- высокая чувствительность и избирательность достигаются ценой устойчивости;
- требует от оператора знания принципа работы и навыка в управлении.

## Теоретические основы
Эффективность регенеративного радиоприёмника основана на увеличении добротности колебательного контура, осуществляющего основную частотную селекцию и настроенного на несущую частоту в спектре АМ-сигнала. Относительное повышение уровня несущей вызывает эффект подавления слабых сигналов, расстроенных по частоте (аналогично синхронному детектированию), что улучшает реальную избирательность.
Добротность ({\displaystyle Q}) колебательного контура повышается путём компенсации части потерь за счёт энергии усилителя с помощью положительной обратной связи.
Добротность = резонансное сопротивление / сопротивление потерь, то есть {\displaystyle Q=Z/R.}
Положительная обратная связь, компенсируя часть потерь, вносит некоторое отрицательное сопротивление: {\displaystyle Q_{\text{reg}}=Z/(R-R_{\text{neg}}).}
Коэффициент регенерации: {\displaystyle M=Q_{\text{reg}}/Q=R/(R-R_{\text{neg}}).}
Отсюда видно, что при увеличении обратной связи коэффициент регенерации {\displaystyle M} и добротность могут стремиться к бесконечности, но их практический рост ограничен стабильностью параметров схемы — если изменение коэффициента усиления будет больше {\displaystyle 1/M,} то регенератор либо сорвётся в генерацию (если усиление выросло), либо потеряет половину чувствительности и избирательности (если усиление упало).
Для улучшения стабильности и достижения плавности управления вблизи порога генерации регенератор должен иметь отрицательную обратную связь (ООС) по уровню сигнала или автоматическую регулировку усиления (АРУ). В приведённой схеме такая ООС обеспечивается цепью R1C2 (гридлик, от англ. grid leak — утечка сетки) — сигнал детектируется диодом, состоящим из сетки и катода лампы, и выделяется на резисторе R1. Переменная составляющая усиливается и звучит в наушниках, а постоянная подзапирает лампу и снижает её усиление.
Без такой АРУ управление обратной связью будет очень «острым», и если регенератор сорвётся в генерацию, то размах колебаний будет ограничен только источником питания, а остановить его можно будет только намного уменьшив обратную связь (явление гистерезиса). Такой усилитель не годится для использования как регенератор.